# Fatuc-Hun (Ort)
Fatuc-Hun ist eine osttimoresische Siedlung im Suco Talitu (Verwaltungsamt Laulara, Gemeinde Aileu).

## Geographie und Einrichtungen
Fatuc-Hun liegt im Süden der Aldeia Fatuc-Hun auf einem Bergrücken, in einer Meereshöhe von 1224 m. Nördlich sinkt das Land auf 703 m zum Lauf des Bemos herab, eines Quellflusses des Rio Comoro. Südlich verläuft auf 1071 m Höhe der Rureda, der zum System des Nördlichen Laclós gehört.
Der Ort liegt  an der Überlandstraße von Aileu im Süden nach Dili im Norden. Etwa anderthalb Kilometer die Straße weiter nordöstlich steht das Centro Comununitario, umgeben von einer kleinen Siedlung. Anderthalb Kilometer westlich liegt das Dorf Aikado (Suco Cotolau). In Fatuc-Hun befinden sich eine Grundschule und die Kapelle São Miguel.